# Імператор Бідацу
Імператор Біда́цу (яп. 敏達天皇, びだつてんのう, бідацу тенно;538 — 14 вересня 585) — 30-й Імператор Японії, синтоїстське божество. Роки правління: 30 квітня 572 — 14 вересня 585.
Другий син імператора Кіммея від імператриці Ісі-хіме. Замолоду звався принц Нунакура Футотама-сікі. У 569 роційого було оголошено спадкоємним принцом. Після смерті батька у квітні 572 року займає трон. 
Розташував свою резиденцію в палацах Кудара но Ой но мія та Осада но Мія, точне місцезнаходження якого поки визначити не вдалося. Більшість вчених вважають, що поблизу міста Сакурай. Надав о-мурадзі Мононобе но Морія, а о-омі — Соґа но Умако.
Спочатку намагався повернути втрачену Міману, але марно. Надалі дотримувався мирних відносин з Пекче і Сіллою, не втручаючись у справи корейських держав. За свідченнями начебто став отримувати данину за Міману від Сілли.
Був прихильником синтоїзму. 578 року заснував храм Ракуходзі, що тепер є одним з найшанованіших святилищ Японії. У 585 році, у зв'язку з епідемією, заборонив у Японії сповідання буддизму, а всі храми та статуї Будди наказав спалити. Синтоїсти вважали сповідання буддизму образою куніцукамі (камі землі). Але того ж року Бідацу помер.
Він мав 4 дружин, від яких народилося 16 дітей (6 синів і 10 доньок). Після того, як його перша дружина Хіро-хіме померла в 575 році, імператор одружився зі своєю зведеною сестрою — принцесою Нукатабе. 
Помер ймовірно під час епідемії віспи. Не встиг призначити офіційного спадкоємця. За традицією трон перейшов до його зведеного брата Татібана но Тойохі но Мікото, що став відомий як імператор Йомей.